# Атенульф II (князь Капуи)
Атенульф II (умер в 940) — князь Капуи и Беневенто в 911—940 годах, младший брат и соправитель Ландульфа I (III). В 915 году участвовал в битве при Гарильяно. В 921 и 929 годах принимал участие в войне против Византии.

## Биография
В 909 году Ландульф побывал в Константинополе, где получил титулы антипата и патрикия. 2 июля 911 года Ландульф подписал союзный договор с герцогом Неаполитанским Григорием IV. В 915 году он участвовал в войне с сарацинами.
Атенульф II умер в 940 году, оставив двух сыновей: Ландульфа и Атенульфа, графа Аквино. После смерти Атенульфа II князьями-соправителями Капуи и Беневенто остались Ландульф I (III) и два сына последнего Атенульф III и Ландульф II.